# The Bagatelles, Volume 1
The Bagatelles, Volume 1 è il primo album in studio della serie The Bagatelles, ideata dal compositore jazz d’avanguardia statunitense John Zorn. Questo volume è stato suonato dal gruppo musicale fusion statunitense Mary Halvorson Quartet.
Venne pubblicato per la prima volta nel 2021 all’interno del primo box set della serie, e venne successivamente ripubblicato individualmente il 24 gennaio 2025 dalla Tzadik Records.

## Tracce
Musiche di John Zorn.
1. Bagatelle #57 – 4:47
2. Bagatelle #284 – 5:24
3. Bagatelle #67 – 3:00
4. Bagatelle #33 – 5:19
5. Bagatelle #162 – 3:37
6. Bagatelle #108 – 3:25
7. Bagatelle #165 – 3:15
8. Bagatelle #82 – 4:58
9. Bagatelle #103 – 4:13

Durata totale: 37:58

## Formazione

### Mary Halvorson Quartet
- Mary Halvorson – chitarra elettrica, produzione
- Miles Okazaki – chitarra elettrica
- Drew Gress – basso elettrico
- Tomas Fujiwara – batteria

### Tecnici
- John Zorn – produzione
- Aaron Nevezie – registrazione
- Scott Hull – masterizzazione
- Heung-Heung Chin – artwork